# Bubble Bobble

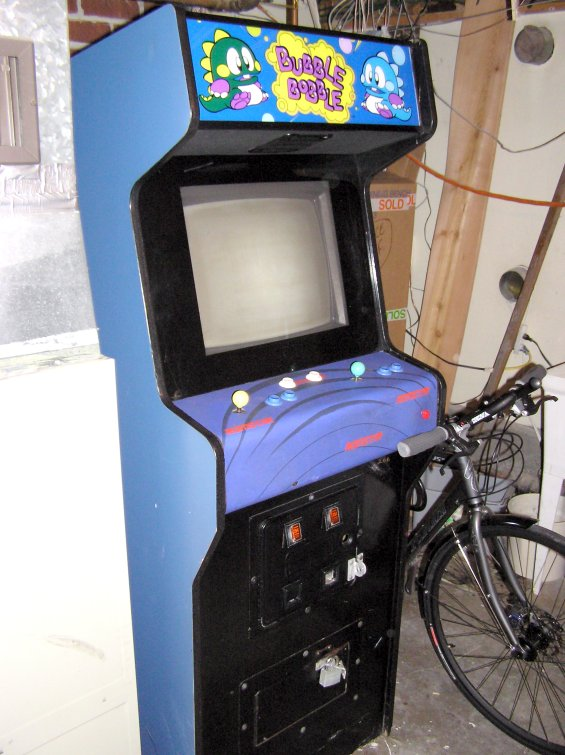
Arcade-Automat

Bubble Bobble ist ein Jump-’n’-Run-Spiel für ein oder zwei Spieler. Die erste Version wurde 1986 von Taito als Arcade-Automat herausgebracht. Später erschienen Nachfolgespiele sowie Portierungen auf verschiedene Heimcomputer und Spielkonsolen.

## Handlung
Die Freundinnen der Brüder Bubby und Bobby wurden von Baron Von Blubba entführt. Der Baron hat die Brüder außerdem in die beiden Blasendrachen Bub und Bob verwandelt. Die beiden müssen in der Höhle der Monster 99 Level durchstehen, um im 100. Level auf Baron Von Blubba persönlich zu treffen. Besiegen sie ihn, sind ihre Freundinnen gerettet.

## Spielprinzip und Technik

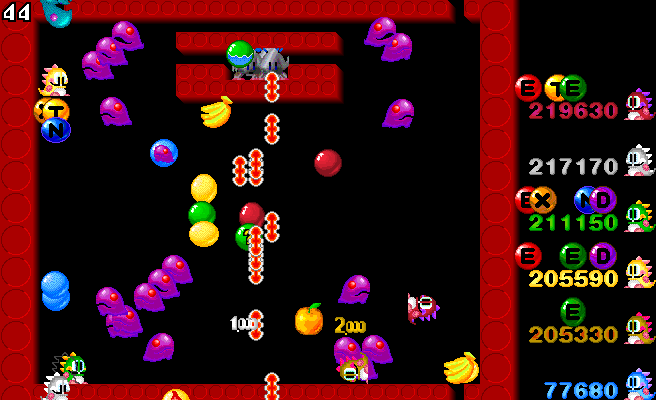
Ein repräsentativer, freier Bubble-Bobble-Klon: The Bub’s Brothers

Die Levels bestehen aus je einem statischen Bildschirm mit neben- und übereinander angeordneten Plattformen. Der Spieler kann mit seiner Spielfigur nach links und rechts laufen und ein Stück weit springen; per Sprung kann er eine benachbarte oder eine etwas über ihm gelegene Plattform erreichen. Lässt er sich von einer Plattform fallen, landet er auf der nächsten unter ihm gelegenen Plattform. Jedes Level enthält eine vordefinierte Anzahl Gegner, die vom Spieler besiegt werden müssen. Die Spielfigur muss Blasen spucken und mit diesen ihre Gegner einhüllen. Die Blasen mit den eingehüllten Gegnern sind durch Draufspringen zum Platzen zu bringen. Dadurch werden für kurze Zeit Symbole (Banane, Kirsche, Kuchen, Kekse, …) angezeigt, die unterschiedlich viele Punkte einbringen. Einige Gegenstände haben Sonderfunktionen. Ein Regenschirm überspringt einige Level, Elektroblitze können verschossen werden, ein Kugelblitz beseitigt alle Gegner, oder Bub und Bob können kurzzeitig Feuer spucken.
Bubble Bobble war eines der ersten Spiele mit kooperativem Zwei-Spieler-Modus und das erste mit einem derart großen Fundus an Items. Manche der Items werden durch interne Counter getriggert, andere erscheinen erst ab einer gewissen Anzahl bestimmter Zeichenfolgen in der Highscore-Liste.

## Produktionsnotizen
Designer Fukio Mitsuji hatte zuvor mit Land Sea Air Squad ein Rennspiel und mit Halley's Comet ein Shoot ’em up entwickelt und wollte als nächstes Projekt etwas Neues angehen. Er entschied sich für ein Spiel im Comic-Stil. Ausgangsbasis des Designprozesses waren die Blasen, die aus der Prämisse resultierten, ein für weibliche Spieler zugängliches Spiel zu gestalten. Als Spielfiguren plante Mitsuji zunächst mit einem Stachelhelm bewehrte Roboter, verwarf die Idee aber zugunsten von Dinosauriern mit Rückenschilden.
Bubble Bobble wurde auf mehrere Plattformen portiert, und zwar auf die Heimcomputer und Spielkonsolen Apple II, Atari ST, Commodore 64, Commodore Amiga, Game Boy, Game Boy Advance, Game Gear, MS-DOS, MSX2, NES, PlayStation, Schneider CPC, Sega Master System, Sega Mega Drive, Sega Saturn, TI-84 Plus, WiiWare, X68000, Xbox Live Arcade und ZX Spectrum. Daneben gibt es zahlreiche von Privatpersonen erstellte Spiele, die dasselbe Spielprinzip verfolgen.
Als offizielle Nachfolgespiele erschienen Rainbow Islands – The Story of Bubble Bobble 2 (1987), Bubble Bobble II (1994) und Bubble Memories – The Story of Bubble Bobble III (1996). 1991 erschien Parasol Stars – The Story of Bubble Bobble III für die japanische PC-Engine-Konsole und den Commodore Amiga. Dieses hatte trotz des gleichen Untertitels wie Bubble Memories keine Ähnlichkeit mit dem Original und war ein vollkommen eigenständiges Spiel. 2019 erschien für die Handheld-Konsole Nintendo Switch mit Bubble Bobble 4 Friends eine Fortsetzung, die wieder auf dem ursprünglichen Spielprinzip basierte.
Der Bekanntheitsgrad der Marke Bubble Bobble führte zu einem Merchandising-Geschäft. So wurden auch 30 Jahre nach Erscheinen des Automaten noch Bub- und Bob-Plüschpuppen verkauft.

## Rezeption
Die deutsche Spielezeitschrift Power Play bezeichnete das Spiel als sehr variantenreich, da sich fortwährend versteckte Extras finden ließen, die das Spielprinzip erweiterten. In der Folge mache das eigentlich einfach konstruierte Spiel „süchtig“, insbesondere im Zwei-Spieler-Modus. Die Grafik der Atari-ST-Variante komme der des Spielautomaten am nächsten.
Das britische Zzap!64-Magazin bezeichnete die C64-Portierung als „eines der besten, wenn nicht das beste Plattformspiel aller Zeiten“ und „extrem süchtigmachend“. Es stellte heraus, dass die C64-Umsetzung dem Original in puncto Grafik, Musik und Gameplay so nahe komme wie keine andere Arcade-Portierung.
Das Magazin 64’er zeichnete Bubble Bobble in seiner Retrospektive Spiele '88 als „Beste Umsetzung“ aus.